# Literatura andorrana
La literatura andorrana forma part de la literatura catalana o sigui de la llengua catalana. És la literatura representada pels escrits creats al Principat d'Andorra o pels autors andorrans.

## Els principis de la literatura andorrana
El Diccionari Enciclopèdic d'Andorra d'Àlvar Valls, ISBN 978-99920-1-629-9, presenta la imatge d'una literatura que ja té les primeres obres al segle xviii, amb el Manual Digest d'Antoni Fiter i Rossell i el Politar Andorrà d'Antoni Puig. El Manual Digest és un «compendi de la realitat històrica i institucional i dels usos i costums d'Andorra seguit d'un recull de màximes comentades. Hom el considera un dels llibres més importants del seu gènere en la llengua catalana del segle xviii, i durant més de tres segles ha estat una font de consulta i una guia de comportament per als governants d'Andorra i els andorrans en general (Valls, 259). Al segle xix destaquen les obres de religiosos i a més apareix una literatura de viatge, sobretot escrita per estrangers.

### El Manual Digest
El llibre d'Antoni Fiter i Rossell està intitulat Manual Digest de las Valls neutras de Andorra, en lo qual se tracta de sa Antiguitat, Govern y Religio, de sos Privilegis, Usos, Preheminencias y Prerrogativas. És una obra eminent de la literatura en llengua catalana del segle xviii. Es va utilitzar durant més tres segles com a manual dels governadors del principat així com dels habitants de les Valls. El llibre es guardava a la Casa de la Vall, lloc central del Consell General de les Valls. El 1987 el Consell General va publicar-ne un facsímil i el 2000 es publicà el Manual Digest com a llibre de butxaca.

### Obres històriques i institucionals
El 1763 Antoni Puig va publicar el Politar Andorrà. Puig va ser capellà a Escaldes-Engordany. Aquest llibre és una mena de versió reduïda del Manual Digest, però va tenir també una gran influència a la societat andorrana.
Fins al segle xix la tradició de manuals històrics i institucionals continuava. Cal mencionar la Relació sobre la vall de Andorra del 1838 del dominicà Fra Tomàs Junoy i la Història de Nostra Senyora de Meritxell del 1874, escrit pel jesuïta Lluís Ignasi Fiter i Cava, que al principat va publicar el llibre anònim.

## Literatura de viatge
A la fi del segle xviii es va formar una literatura coneguda com a literatura de viatge. Típicament, les obres d'aquesta literatura no van ser escrites per andorrans sinó per viatgers estrangers que venien sobretot de França, Catalunya, Espanya o els Estats Units d'Amèrica. Àlvar Valls Oliva fa una distinció dels autors en tres grups: 1) funcionaris dels estats veïns, 2) viatgers romàntics o utopistes i 3) vianants catalans.
Cal mencionar els funcionaris espanyols Francisco de Zamora, que al seu relat Diario de los viajes hechos en Cataluña escriu extensament sobre Andorra, de manera que Pascual Madoz, que al Diccionario geográfico, estadístico e histórico de España y sus posesiones de ultramar inclou també una crònica del país pirinenc.
El militar espanyol Antoni Valls va publicar el 1820 a Barcelona el llibre Memoria acerca de la soberanía que corresponde a la Nación española, en què recomana l'annexió d'Andorra per Espanya. La resposta política va aparèixer tres anys després per part del monarquista francès Pierre-Roch Roussillou, que va escriure el llibre De l'Andorre (Sobre Andorra), a la vegada la primera monografia completa sobre el principat.
Per als viatgers romàntics i els utopistes nord-americans i francesos, Andorra era un país aïllat, exòtic i a vegades estrany. El francés Victorin Vidal va escriure L'Andorre el 1866, i Marcel Chevalier va presentar el primer mapa de les valls andorranes. Gaston Vuillier publicà Le val d'Andorre el 1888. Cal mencionar els americans Bayard Taylor amb The Republic of the Pyrenees del 1867 i The Hidden Republic del 1911, així com Lee Meriwether amb Seeing Europe by automobile, també del 1911. El 1933 es va publicar Les vallées d'Andorre del francès Gaston Combarnous i el 1937 On foot through Andorra per Imogene Warder.
Els relats dels vianants catalans de circa de 1900 mostren interessos culturals força semblants. Joseph Aladern va publicar les Cartes andorranes el 1892. Altres autors importants són Valentí Almirall, Salvador Armet, Artur Osona i Jacint Verdaguer.
Al segle xx, alguns autors van triar el principat com a tema de les seves obres, especialment en la literatura francesa i catalana. A més, es van publicar assaigs com el Llibre d'Andorra de Lluís Capdevila el 1958, el Glossari andorrà de Josep Fontbernat el 1966, així com els assaigs de l'escriptor català Josep Pla, publicats el 1943, 1959 i 1973.
La sèrie L'Andorra dels viatgers presenta de nou els antics textos de viatge, editats per autors contemporanis, per exemple Albert Villaró. Avui, que el principat d'Andorra posseeix una xarxa moderna de circulació i està connectat als mitjans internacionals, només pocs llibres sobre Andorra són escrits per escriptors estrangers. Un exemple és l'autor austríac Klaus Ebner, que va publicar l'assaig Andorranische Impressionen (Impressions andorranes) a l'editorial Wieser de Caríntia. L'escriptor Alfred Llahí Segalàs va relatar el pas de Sant Josepmaria Escrivà de Balaguer pel Principat d'Andorra l'any 1937, al seu llibre Andorra: terra d'acollida (2007). De l'altre costat, l'escriptor andorrà Joan Peruga va triar la literatura de viatge d'Andorra, sobretot la del segle xix, com a tema central de la seva novel·la La república invisible del 2004.

## Literatura contemporània
La literatura «moderna» comença als anys 1980 i s'intensifica des de la independència del condomini en 1993. El Consell General de les Valls, o sigui el parlament andorrà, i el nou govern començaven a fomentar decididament la literatura amb convocatòries, premis i mesures a les escoles. Avui hi ha uns quants autors andorrans que ja tenen una reputació remarcable als Països Catalans, com ara Antoni Morell, Albert Salvadó, Albert Villaró i Teresa Colom. A la fira del llibre de Frankfurt en 2007, set autors andorrans van participar en els esdeveniments. La llibreria La Puça a Andorra la Vella ha esdevingut un centre d'informació per als autors del país.

### Novel·la històrica
Molts dels prosistes han escrit novel·les històriques durant la seva carrera, en les quals reflexionaven la història del condomini. Albert Salvadó sembla una excepció perquè d'un costat escriu novel·les històriques i de l'altre costat tracta rarament el passat del seu país. Va escriure una trilogia L'ombra d'Alí Bei que mostra el món de l'orient islàmic, La gran concubina d'Amon i El mestre de Kheops que duu a l'Egipte antic, Els ulls d'Anníbal descrivint la lluita romano-cartaginesa, L'enigma de Constantí el Gran i L'anell d'Àtila sobre l'imperi romà, El relat de Gunter Psarris on parla dels camps d'extermini dels nazis, una altra trilogia dedicada a Jaume I el Conqueridor, en què recrea l'edat mitjana, L'informe Phaeton, en què s'endinsa en la història universal.
Es llegeix sobre tòpics andorrans en les novel·les d'Antoni Morell, a Set lletanies de mort i Borís I, rei d'Andorra, d'Albert Villaró a L'any dels francs, de Joan Peruga a Últim estiu a Ordino i de Josep Enric Dallerès a Frontera endins.

### Poesia
Gràcies a les iniciatives del govern andorrà va créixer un àmbit poètic. Manuel Anglada i Ferran publicà obres científiques i poesia; i són personalitats com Manel Gibert, Sícoris, Robert Pastor, Teresa Colom, Ester Fenoll Garcia i Marta Repullo que representen el departament de la poesia andorrana.
Fins fa poc temps Josep Enric Dallerès publicava només poesia; el 2007 va publicar la seva primera novel·la. Els llibres de poesia són Amic del 1987, Ulls d'aigua del 1988 i Illalba del 1995. Va ser economista de formació i de professió la Teresa Colom Pich; el 2004 va decidir dedicar-se exclusivament a escriure. Els seus llibres són Com mesos de juny del 2001, La temperatura d'uns llavis del 2002, Elegies del final conegut del 2005, On tot és vidre del 2009 i La meva mare es preguntava per la mort del 2012.

### Premis literaris
Als Països Catalans s'han creat una multitud de premis literaris. Degut a l'estat de llengua minoritària i a una forta consciència cultural, els premis intenten descobrir nous talents i permetre als autors de dedicar-se per un temps exclusivament a escriure.
Molts dels escriptors coneguts d'Andorra han estat premiats. Per exemple Antoni Morell va guanyar el premi per assaig Sant Miquel d'Engolasters i el Premi Carlemany de novel·la el 1999, Albert Salvadó dues vegades, el 1998 i el 2005, el Premi Nèstor Luján de novel·la històrica, el Premi Fiter i Rossell (1999), el Premi Sèrie Negra de Planeta (2000) i també el Premi Carlemany de novel·la (2002), Albert Villaró va rebre el Premi Memorial Anna Dodas (1993), el Premi Nèstor Luján (2003), el Premi Carlemany de novel·la (2006), el Premi Josep Pla (2014) i el Premi Prudenci Bertrana (2015), i Teresa Colom va rebre el Premi del concurs de Poesia de la Biblioteca Pública del Govern d'Andorra (2000), el Premi Grandalla de Poesia del Cercle de les Arts i de les Lletres d'Andorra (2000), el Talent FNAC (2009) per On tot és vidre (Pagès Editors), i el Premi de Narrativa Maria Àngels Anglada (2016), per La senyoreta Keaton i altres bèsties.

### Autors andorrans
- Manuel Anglada i Ferran, 1918-1998
- Montserrat Cayuela i Bragulat, n. 1953
- Teresa Colom Pich, n. 1973
- Josep Enric Dallerès, n. 1949
- Anneke van de Wal, n. 1968
- David Gálvez Casellas, n. 1970
- David Arrabal Carrión, n. 1977
- Manel Gibert Vallès, n. 1966
- Rossend Marsol Clua »Sícoris«, 1922-2006
- Juli Minoves Triquell, n. 1969
- Antoni Morell Mora, 1941-2020
- Robert Pastor i Castillo, n. 1945
- Joan Peruga Guerrero, n. 1954
- Pilar Burgués Monserrat, n. 1958
- Marta Repullo i Grau, n. 1976
- Ludmilla Lacueva Canut, n. 1971
- Iñaki Rubio Manzano, n. 1974
- Alexandra Grebennikova Vólkova, n. 1974
- Albert Salvadó Miras, n. 1951
- Albert Villaró Boix, n. 1964
- Ester Fenoll Garcia, n. 1967

### Representació professional i editorials
L'Associació d'Escriptors del Principat d'Andorra (AEPA) és la representació professional dels autors andorrans. Des de la fundació el 1995, el president és Antoni Morell Mora. L'AEPA manté relacions amb l'Associació d'Escriptors en Llengua Catalana i al PEN català.
Després de la Segona Guerra Mundial una activitat editorial molt intensa es desenvolupà al Principat d'Andorra. Al principi les editorials produïen llibres per Espanya i França, perquè llibres en castellà i en francès, i la major part eren publicacions religioses. Començà l'edició de llibres en llengua catalana durant la dècada dels seixanta i augmentà durant la dècada següent i sobretot després de la mort de Franco. La primera Bíblia catalana contemporània va ser publicada i impresa a Andorra per encàrrec dels monjos benedictins del monestir de Montserrat, als tallers gràfics de l'Editorial Casal i Vall.
Al final de la dècada dels setanta les editorials canvien la seva estratègia per publicar llibres per a ús de la població resident (al mateix temps s'estava instaurant l'andorranització de l'ensenyament). Per això es publicaven sobretot llibres en llengua catalana però també llibres turístics en altres llengües.
De les cent editorials fundades des de la Segona Guerra Mundial (incloent els autors-editors), el nombre s'ha reduït considerablement. Publiquen primerament literatura, llibres administratius i obres turístiques. El maig del 2011 es va crear l'Associació d'Editors d'Andorra integrada per Editorial Andorra, Límits editorial, Anem editors, Edicions del Diari d'Andorra i Fundació Julià Reig. La major part dels llibres dels escriptors andorrans es publiquen en editorials catalanes.

### Llibres
- Bastida, Carolina; Bertrana, Univers; Sistac, Ramon; Villaró, Albert. Llengua i literatura a Andorra i als Pirineus. Andorra: Universitat d'Andorra, 2016. ISBN 978-99920-3-086-8.
- Andorra, terra literària, Editat pel Govern d'Andorra, coordinació: Inés Sánchez, Andorra la Vella 2007, ISBN 978-9992004654
- Editorials i societat a Andorra 1945-1994, Pere-Miquel Fonolleda Pérez, Biblioteca d'Andorra, Andorra la Vella 2006, ISBN 978-9992053270
- Diccionari Enciclopèdic d'Andorra, Àlvar Valls i Oliva, Fundació Crèdit Andorrà, Andorra la Vella 2006, ISBN 978-999201629-9
- La república invisible (Roman), Joan Peruga, Proa, Barcelona 2004, ISBN 84-8437-685-0
- Literatura catalana contemporània, Glòria Bordons i Jaume Subirana, EDIUOC, Barcelona 1999, ISBN 978-8495131157
- Andorra cap a la literatura, Miquela Valls, Editorial Maià, Andorra la Vella 1992, ISBN 978-9992051047

### Articles
- Fragments escollits/Morceaux choisis, (contribució de la redacció), in: Casa Andorra Internacional, Andorra la Vella 2001, p. 60-61
- Post scriptum, Pere-Miquel Fonolleda Pérez, in: Casa Andorra Internacional, Andorra la Vella 2001, p. 56-58